# Der starke Mann
Der starke Mann ist eine US-amerikanische Slapstick-Stummfilmkomödie aus dem Jahre 1926 von Frank Capra mit Harry Langdon in der Hauptrolle. Es handelt sich um Capras erste abendfüllende Spielfilmregie.

## Handlung
Der Belgier Paul Bergot hat im Ersten Weltkrieg an der Heimatfront gekämpft und zugleich Brieffreundschaft mit einer jungen Amerikanerin namens Mary Brown geknüpft. Wenig später geriet er in deutsche Gefangenschaft. Der Mann, der ihn damals gefangen nahm, ist ein kräftiger Kerl mit riesigem Schnauzbart. Nach dem Krieg nennt der sich Zandow, der Große und mimt in Varieté- und Zirkusveranstaltungen das unbesiegbare Kraftpaket, das mit seinen Muskeln jeden stemmt und alles verbiegt. Paul hat sich an Zandow angeheftet und reist mit ihm auch in die USA, wo dieser in Shownummern auftreten will. Dort will Paul unbedingt diejenige Frau kennen lernen, die ihm die Briefe an die Front geschrieben hatte und die ihm auch sehr gefällt. Tatsächlich spürt er Mary in der Kleinstadt Cloverdale auf, wo Zandow für einen Auftritt Station macht.
In Cloverdale herrscht das Recht der Gesetzlosen, wie einst im Wilden Westen des 19. Jahrhunderts. Eine Gangster- und Schmugglerbande hält die Stadt in ihrem Würgegriff. Zandow der Starke muss ausgerechnet hier von Paul dem Schwachen abgelöst werden, denn als die Vorstellung naht, ist Zandow hoffnungslos betrunken. Und so wird bald aus dem schmächtigen Paul der neue, titelgebende Starke Mann. Zwar demoliert er mit seinem chaotischen Auftritt während der Vorstellung die gesamte Vaudeville-Bühne, was wiederum Marys glaubensstarkem Vater aus der Seele spricht, hatte dieser doch seit einer Woche darum gebetet, dass die Varietébühne, diese „Höhle des Vergnügungslasters“, wie einst die zerberstenden Mauern von Jericho in sich zusammenfallen mögen. Paul rettet durch sein chaotisches Wesen aber auch gleich die gesamte Stadt, indem er die Verbrecher ausschaltet. Schließlich wird er zum neuen Sheriff ernannt und gewinnt auch noch das Herz der braven Mary.

## Produktionsnotizen
Der starke Mann lief am 19. September 1926 in den USA an und war in Deutschland vermutlich noch zu Stummfilmzeiten zu sehen. Die erste deutsche Nachkriegsaufführung fand am 2. März 1969 in der ARD statt.
Capra und Langdon drehten gleich im Anschluss an diesen Filmerfolg eine weitere Komödie zusammen, Die ersten langen Hosen.

## Kritiken
In dem Fachblatt Variety war 1926 Folgendes zu lesen: „Eine Komödienproduktion von der Größe eines Wals, die Slapstick-Werte besitzt, ein turbulentes Finale und in den früheren Abschnitten ein wenig von pantomimischer Komödie, die bemerkenswert sind. Harry Langdon besitzt eine Komikmethode, die sich von anderen Spaßmachern deutlich unterscheidet. (…) Seine komödiantische Begabung hat hier ein ausgezeichnetes Vehikel gefunden.“

„Die spezielle Kunst Langdons … bewährt sich hier auf das schönste. Typisch ist gleich der Beginn, als er vergeblich versucht, einen Gegner mit einem Maschinengewehr zu ‚erledigen‘. Solches sind seine Waffen nicht. Er treibt den Feind wie weiland David mit einer Schleuder in die Flucht. Und in Cloverdale verhilft ihm wiederum nicht Kraft, sondern Einfallsreichtum zu seinem Sieg über die Ganoven. (…) Capra sorgte allerdings, daß Langdon nicht etwa zum strahlenden Helden wurde. In der Schlußszene muß ihm seine blinde Frau helfen, als der neugebackene Sheriff über einen Stein stolpert.“

„Ganz charmante Starkomödie, wahrscheinlich Langdons beste.“

„Einer der schönsten Stummfilme aus Capras Frühzeit, die den Ruhm des Komikers Harry Langdon (1884–1944) mitbegründeten.“